# Antón Shipulin
Antón Vladímirovich Shipulin (en ruso: Антон Владимирович Шипулин; Tiumén, 21 de agosto de 1987) es un deportista ruso que compitió en biatlón. Su hermana Anastasiya compitió en el mismo deporte.
Participó en dos Juegos Olímpicos de Invierno, y aunque obtuvo dos medallas, bronce en Vancouver 2010 y oro en Sochi 2014, ambas en la prueba de relevos, las perdió posteriormente por dopaje de su compañero Yevgueni Ustiúgov.
Ganó seis medallas en el Campeonato Mundial de Biatlón entre los años 2012 y 2017, y dos medallas de bronce en el Campeonato Europeo de Biatlón de 2009.

## Palmarés internacional
| Juegos Olímpicos   | Juegos Olímpicos             | Juegos Olímpicos  | Juegos Olímpicos |
| Año                | Lugar                        | Medalla           | Prueba           |
| ------------------ | ---------------------------- | ----------------- | ---------------- |
| 2010               | Vancouver (Canadá)           | DSC               | Relevo           |
| 2014               | Sochi (Rusia)                | DSC               | Relevo           |
| Campeonato Mundial |                              |                   |                  |
| Año                | Lugar                        | Medalla           | Prueba           |
| 2012               | Ruhpolding (Alemania)        | Medalla de bronce | Persecución      |
| 2013               | Nové Město (República Checa) | Medalla de plata  | Salida en grupo  |
| 2013               | Nové Město (República Checa) | Medalla de bronce | Relevo           |
| 2015               | Kontiolahti (Finlandia)      | Medalla de plata  | Persecución      |
| 2017               | Hochfilzen (Austria)         | Medalla de oro    | Relevo           |
| 2017               | Hochfilzen (Austria)         | Medalla de bronce | Relevo mixto     |
| Campeonato Europeo |                              |                   |                  |
| Año                | Lugar                        | Medalla           | Prueba           |
| 2009               | Ufá (Rusia)                  | Medalla de bronce | Velocidad        |
| 2009               | Ufá (Rusia)                  | Medalla de bronce | Relevo           |